# Плезанс (станция метро)
Плезанс (фр. Plaisance) — станция линии 13 Парижского метрополитена в XIV округе. Названа по небольшой рю Плезанс.

## История
- Станция открылась 21 января 1937 года в составе первого участка старой линии 14 (объединённой с линией 13 в 1976 году) Монпарнас — Бьенвеню — Порт-де-Ванв. Примечательно и то, что Плезанс был важным транспортным узлом и до появления метро в Париже: в XIX веке в этом квартале располагался омнибусный парк[2].
- Пассажиропоток по станции по входу в 2011 году, по данным RATP, составил 4 645 997 человек[3]. В 2013 году этот показатель вырос до 4 794 268 пассажиров (91 место по уровню пассажиропотока в Парижском метро)[4].

## Галерея
- Оформление путевой стены и эскалатор на платформе в направлении Шатийон — Монруж
- Выход на рю Раймон-Лозерленд